# Terminalia citrina
Terminalia citrina är en tvåhjärtbladig växtart som först beskrevs av Joseph Gaertner, och fick sitt nu gällande namn av William Roxburgh och Flem.. Terminalia citrina ingår i släktet Terminalia och familjen Combretaceae. Inga underarter finns listade i Catalogue of Life.